# 楊逢時
楊逢時（1537年—1607年），號景渚，湖廣荊州府江陵縣人，隸荊州衛遠安千戶禦所軍籍，祖籍湖南城步，明朝政治人物。

## 生平
萬曆四年（1576年）丙子科湖廣鄉試解元，萬曆二十年（1592年）登壬辰科第二甲第二十七名進士，治易經。工部觀政，二十一年二月初授南京戶部貴州司主事，萬曆二十四年晉南京戶部揚州鈔關榷關員外郎，二十五年管江北倉，二十六年升郎中，萬曆二十七年（1599年）出為廣東高州府知府、萬曆三十二年九月擢廣西提學副使、三十五年四月遷四川參政，卒于官。
史書評價其潛心理學，制舉藝力，追先正中，清亷且有氷鏡之譽；仕宦二十年，歿之日，家不能具含斂，清望為當世第一。

## 家族
曾祖楊潔；祖父楊廷秀；父楊大武。